# Bybee Corner
Bybee Corner az Amerikai Egyesült Államok északnyugati részén, Oregon állam Jackson megyéjében, Jacksonville közelében elhelyezkedő önkormányzat nélküli település.

## Éghajlat
A település éghajlata mediterrán (a Köppen-skála szerint Csb).